# エッティスヴィルの聖体の奇跡

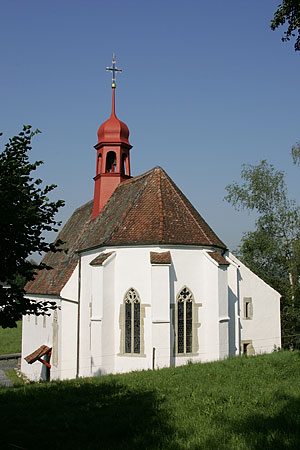
エッティスヴィル、礼拝堂

エッティスヴィルの聖体の奇跡は、1447年にスイスのエッティスヴィルで起こったとされる聖体の奇跡の事である。奇跡に関する重要な文書は、1447年7月16日にブロンの領主のヘルマン・フォン・ラッセグによって編集された「正義のプロトコル」と言われている。

## 概要
1447年5月23日、スイスのルツェルン州にあるエッティスヴィルで、悪魔主義者のメンバーであるアン・ヴェグトリによって司祭が使用する大きな聖体が教区教会から盗まれた。盗まれた聖体は、豚の奇妙な行動によって養豚場のフラウレイン・マーガレット・シュルマイスターが発見した。馬に乗った2人の男性の協力のおかげで、盗まれた聖体はイラクサの間の生け垣の近くで発見された。それはバラの花びらように見え7つの部分に分割され、大きな光に囲まれていた。この現象を知らされた教区司祭は、教区民とともに聖体を教会に戻すためにその場所に行った。だが、中央の部分の聖体は地面に消えてしまった。これは、その場所に礼拝堂を建てるためのしるしだと解釈された。残りの6つの断片はエッティスヴィルの教会に戻された。綿密な捜査によりヴェグトリが逮捕された。ヴェグトリはホストを盗んだことと、墓地の壁を越えた時に聖体が重くなり、運ぶことができなくなったため放棄して逃げたと告白した。

## 遺物
聖遺物は、エッティスヴィルの教会に安置されている。1448年12月28日、新しい礼拝堂と祭壇が奉献され、その後、現在の聖域の外観になるまで拡張された。多くの教皇は（最後が1947年のピウス12世）聖域への巡礼者に贖宥状を与えている。「バラの主日」とその次の2日間に祝祭が行われている。